# فسترلا ربرترئادی
فسترلا ربرترئادی (نام علمی: Fosterella robertreadii) نام یک گونه از تیره آناناسیان است.